# 페마른섬

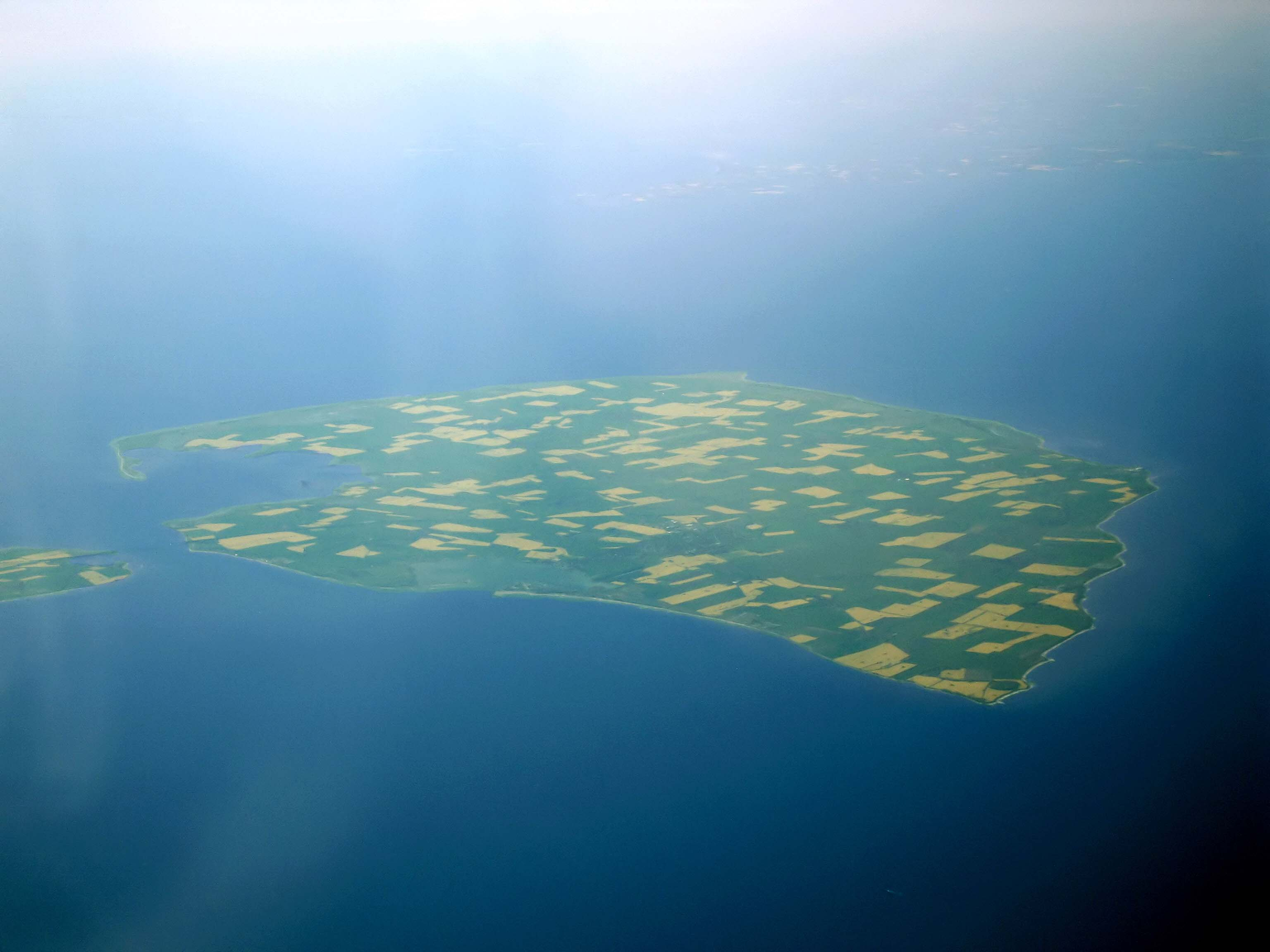
페마른섬

페마른섬(독일어: Fehmarn, 덴마크어: Femern)은 발트해에 위치한 독일의 섬으로 면적은 185.45km2, 높이는 10m, 인구는 12,467명(2015년 12월 31일 기준), 인구 밀도는 67명/km2이다.
독일 슐레스비히홀슈타인주의 동부 연안에 위치한다. 페마른벨트 해협과 접하며 덴마크 롤란섬에서 약 18km 정도 떨어진 곳에 위치한다. 1963년에는 독일 본토와 페마른섬을 연결하는 다리가 개통되었다.

문장